# Se solo fossi un orso
Se solo fossi un orso (Baavgaj bolohson) è un film del 2023 diretto da Pürėvdaš Zolžargal, al suo esordio alla regia di un lungometraggio.
È stato scelto come rappresentante della Mongolia nella categoria per il miglior film internazionale ai premi Oscar 2025.

## Trama
Il giovane Ôlzij avrebbe l'opportunità di emanciparsi da una vita sotto la soglia di povertà nella periferia di Ulan Bator, vincendo una borsa di studio in fisica, materia in cui è molto dotato. Tuttavia, sua madre lascia soli lui e i suoi fratelli minori per un lavoro in campagna per tutta la stagione invernale, costringendo Ôlzij a ricoprire il ruolo l'uomo di casa mentre si prepara per il difficile esame.

## Produzione
Il film è una co-produzione tra la casa di produzione della regista, l'Amygdala Films, e la francese Urban Factory.

## Distribuzione
Il film è stato presentato in anteprima il 21 maggio 2023 al 76º Festival di Cannes, nella sezione Un Certain Regard. È stato il primo film mongolo ad essere mai presentato nella selezione ufficiale di Cannes. È stato distribuito nelle sale cinematografiche italiane da Trent Film a partire dal 14 marzo 2024.